# Franz Magnus Hops
Franz Magnus Hops (* 6. September 1717 in Mietingen; † 3. oder 14. Januar 1756 in Sigmaringen) war ein deutscher Bildhauer.

## Leben und Werk
Franz Magnus Hops war eines von zwölf Kindern des Bildhauers Johannes Hops; zu seinen Geschwistern gehörten Johann Adam und Josef Anton Hops. Sein Lehrmeister soll Joseph Christian aus Riedlingen gewesen sein.
Am 22. Mai 1741 heiratete er in Sigmaringen Katharina Carle aus Hitzkofen. Mit dieser bekam er in den Jahren 1742 bis 1755 acht Kinder, die jedoch alle jung starben. Seine Werkstatt ging später offenbar an Johann Baptist Hops über.
In einer Quelle aus dem Jahr 1751 wird er als „kunstreicher hochfürstlicher Bildhauer“ bezeichnet; damals kaufte er den mittleren Stock des Gasthauses zum Adler in Sigmaringen.
Franz Magnus Hops arbeitete schwerpunktmäßig als Ornamentist. Zu den charakteristischen Merkmalen seiner Werke gehören das Gitterwerk, geflammte Voluten und das Eiszapfenmotiv. In Mietingen schmückte er laut den Hochaltar, dessen Madonna von seinem Vater stammte. 1750 ornamentierte er den Hochaltar in Donaueschingen, dessen Figuren des heiligen Joseph und der Anna möglicherweise ebenfalls von ihm stammen, sowie das Gehäuse zum Prager Jesuskind im fürstlichen Oratorium. Zu seinen Werken gehören auch der Schmuck am Orgelgehäuse in Heidenhofen sowie der Reliquienschrein des Nebenaltars in Meßkirch und ein geschnitzter Holzrahmen zu einem Ecce-homo-Bild in Bettenbrunn. Nicht erhalten geblieben sind die Altäre und die Kanzel in Langenenslingen aus den Jahren 1748/55.
Ulrike Kern nennt weitere Arbeiten Hops’: Die Altarplastiken in der einstigen Franziskanerklosterkirche in Hedingen stammen laut Kern ebenso von Hops wie die Altarausstattung in der Schlosskirche Haigerloch sowie die dortigen Kanzelornamente, der Schmuck des Chorgestühls und die Wangen des Gestühls, die er um 1748/50 schuf. Da Hops offenbar häufig mit dem Maler Meinrad von Au zusammenarbeitete, plädiert Kern dafür, Kirchen, in denen Werke dieses Malers zu finden sind, auf ihren plastischen Schmuck hin zu untersuchen. Möglicherweise seien dabei weitere Arbeiten des Franz Magnus Hops zu entdecken.
Auch in der Pfarrkirche St. Mauritius in Langenenslingen waren sowohl Meinrad von Au als auch Franz Magnus Hops tätig. Letzterer lieferte 1748 den Hochaltar. Bevor er auch die Seitenaltäre vollenden konnte, starb er. Sie wurden von seinem jüngeren Bruder Josef Anton Hops vollendet. Die Langenenslinger Altäre sind, wie bereits erwähnt, nicht erhalten geblieben. Ab 1751 arbeiteten Meinrad von Au und Franz Magnus Hops an der Ausstattung der Pfarrkirche St. Jakob in Pfullendorf; unter anderem schnitzte Hops für diese Kirche eine Madonna, das Chorgestühl sowie eine Maria und einen Johannes. Von 1752 bis 1754 war er wohl in Rangendingen mit der Herstellung der Altäre beschäftigt.